# Atmačići
Atmačići (cyr. Атмачићи) – wieś w Bośni i Hercegowinie, w Republice Serbskiej, w gminie Ugljevik. W 2013 roku liczyła 429 mieszkańców.